# Пуэрто-Рико (Какета)
Пуэрто-Рико (исп. Puerto Rico) — город и муниципалитет на юге Колумбии, на территории департамента Какета.

## История
Поселение, из которого позднее вырос город, было основано в 1882 году. Муниципалитет Пуэрто-Рико был выделен в отдельную административную единицу 30 сентября 1967 года.

## Географическое положение

Муниципалитет Пуэрто-Рико

Город расположен в северо-западной части департамента, в пределах Амазонского природно-территориального комплекса, на правом берегу реки Гуаяс (правый приток реки Кагуан), на расстоянии приблизительно 57 километров к северо-востоку от города Флоренсия, административного центра департамента. Абсолютная высота — 259 метров над уровнем моря.
Муниципалитет Пуэрто-Рико граничит на востоке с территорией муниципалитета Сан-Висенте-дель-Кагуан, на юге — с муниципалитетом Картахена-дель-Чайра, на западе — с муниципалитетом Эль-Донсельо, на севере — с территорией департамента Уила. Площадь муниципалитета составляет 2790 км².

## Население
По данным Национального административного департамента статистики Колумбии, совокупная численность населения города и муниципалитета в 2024 году составляла 27 890 человек.
Динамика численности населения муниципалитета по годам:
| 2005   | 2010   | 2015   | 2020   | 2021   | 2022   | 2023   | 2024   |
| ------ | ------ | ------ | ------ | ------ | ------ | ------ | ------ |
| 32 408 | 32 872 | 33 347 | 27 047 | 27 230 | 27 456 | 27 683 | 27 890 |

Согласно данным переписи 2005 года мужчины составляли 49,5 % от населения Пуэрто-Рико, женщины — соответственно 50,5 %. В расовом отношении белые и метисы составляли 91,9 % от населения города; негры, мулаты и райсальцы — 5,9 %; индейцы — 2,2 %.
Уровень грамотности среди всего населения составлял 85,1 %.

## Экономика
Большинство трудоспособного населения занято в сельском хозяйстве.
64,3 % от общего числа городских и муниципальных предприятий составляют предприятия торговой сферы, 26,3 % — предприятия сферы обслуживания, 4,3 % — промышленные предприятия, 5,1 % — предприятия иных отраслей экономики.

## Транспорт
Через город проходит национальное шоссе № 65 (исп. Ruta Nacional 65).